# Byron Hunt
Byron Hunt (Longview, 17 de dezembro de 1958) é um ex-jogador profissional de futebol americano estadunidense. Ele foi campeão da temporada de 1986 da National Football League jogando pelo New York Giants.